# Phaonia trypetiformis
Phaonia trypetiformis är en tvåvingeart som beskrevs av Shinonaga 1998. Phaonia trypetiformis ingår i släktet Phaonia och familjen husflugor. Inga underarter finns listade i Catalogue of Life.